# OpenDocument
O Open Document Format for Office Applications (ODF) Documento de Formato Aberto para Aplicações Empresariais (DFA -AE), também conhecido como OpenDocument (OD) Documento Aberto (DA), é uma forma de arquivo usado para armazenamento e troca de documentos de escritório, como textos, folhas de cálculo, bases de dados, desenhos e apresentações. Este formato foi desenvolvido pelo consórcio OASIS e baseia-se na linguagem XML. O ODF é um formato aberto ao público e foi aprovado como norma ISO/IEC em 8 de Maio de 2006 (ISO/IEC 26300). O ODF foi o primeiro formato de documentos editáveis de escritório a ser aprovado por uma instituição de normalização independente.
O formato ODF foi desenvolvido por uma grande variedade de organizações, sendo possível aceder livremente às respectivas especificações. Isto significa que o ODF pode ser implementado em qualquer sistema, seja ele de código aberto, seja contrário a isto, sem ser necessário efetuar qualquer tipo de pagamento ou estar sujeito a uma licença de uso restrito. O ODF constitui-se como uma alternativa às formas de documentação que são propriedade de empresas privadas, sujeitos a licença de uso restrito ou onerosas, permitindo a organizações e indivíduos escolherem as aplicações para escritório que mais lhes convêm para lidar com os arquivos guardados que o ODF lhes oferece. O formato é independente de plataforma e fornecedor tornando-o adequado ao arquivo de documentos a longo prazo.

## Especificações
As extensões usadas para migrar os documentos ODF são:
- .odt e .fodt para documentos de texto (text)
- .ods e .fods para folhas de cálculo (spreadsheets)
- .odp e .fodp para apresentações (presentations)
- .odb para base de dados (database)
- .odg e .fodg para desenhos vetoriais (graphic)
- .odf para equações (formula)

Também usadas para modelos de documentos são:
- .ott para modelos de documentos de texto (template text)
- .ots para modelos de folhas de cálculo (template spreadsheets)
- .otp para modelos de apresentações (template presentations)
- .otg para modelos de desenhos vetoriais (template graphic)

O formato original do OpenDocument consiste em um documento XML que tem:
<document> como seu principal elemento.
Arquivos OpenDocument também pode ter o formato de um arquivo comprimido ZIP que contém um número de arquivos e diretórios;
as quais podem conter conteúdo binário e vantagem de compressão ZIP sem perda de dados (do inglês: lossless) para reduzir o tamanho do arquivo.
Vantagens de OpenDocument, que usa o princípio da Separação de conceitos, separando o conteúdo, estilos, metadados e as configurações do aplicativo em quatro arquivos XML separados.

## Norma brasileira
Em 12 de Maio de 2008, o formato ODF foi oficialmente aprovado pela Associação Brasileira de Normas Técnicas (ABNT) como a norma NBR ISO/IEC 26300:2008. O fato foi comemorado pelos adeptos do software livre, porque, segundo o Código de Defesa do Consumidor brasileiro, a partir do momento em que uma norma ABNT existe, ela deve passar a ser incorporada nos produtos disponíveis no mercado.
- Norma ISO/IEC 26.300
- ODF é Norma Brasileira
- Norma NBR ISO/IEC 26.300:2008[ligação inativa]

## Leis e Protocolos
- Primeira Lei brasileira sobre ODF Lei 15742 Paraná
- e-PING: Padrões de Interoperabilidade de Governo Eletrônico
- Projeto de Lei 3070/2008 - Câmara dos Deputados
- Protocolo Brasília sobre ODF - 27 de agosto de 2008

O Protocolo Brasília ODF formaliza a clara intenção de instituições públicas, privadas e ONGs à adoção de formatos abertos de documentos (ODF – OpenDocument Format) na geração, armazenamento, disponibilização e troca de documentos eletrônicos entre seus signatários, cada vez mais instituições estão aderindo à norma brasileira sobre ODF, abaixo segue a relação dos signatários:

### Órgãos Públicos
- Banco do Brasil
- Caixa Econômica Federal
- Cobra Tecnologia
- Companhia de Informática do Paraná (Celepar)
- CONAB
- Ministério Público Federal
- Correios
- Dataprev
- Exército Brasileiro
- Aeronáutica
- IBGE
- INPE
- INPI
- Itaipu Binacional
- ITI
- Jardim Botânico de Brasília
- Marinha do Brasil
- Ministério do Planejamento
- Ministério das Relações Exteriores
- Ministério da Justiça
- Petrobras
- Prefeitura Municipal de Novo Hamburgo
- Prefeitura Municipal de Silva Jardim
- PRODERJ
- PTI - Fundação Parque Tecnológico de Itaipu
- SERPRO
- SLTI Secretaria de Logística de Tecnologia da Informação
- Tribunal de Justiça de Minas Gerais
- Tribunal Regional do Trabalho da 4ª Região
- UNESP Universidade Estadual Paulista "Júlio de Mesquita Filho"
- UFV Universidade Federal de Viçosa

### Empresas Privadas
- 4Linux
- BULL - Business Process e Quality Manager
- CITS - International Center for Software Technology
- DBSeller Informática
- GOV.Tech - Grupo Negócio Públicos
- Gunga - Som Imagem Movimento
- Instituto Arruda Botelho
- INTEGRASUL - Soluções em Informática
- Kybernetics Consultoria em Sistemas
- Light Infocon
- PROGNUS
- Propus Informática
- Red Hat Brasil
- Savant Equipamentos e Consultoria em informática
- SOLIS – Cooperativa de Soluções Livres
- Spirit Linux
- Sun Microsystems
- TecnoLivre - Cooperativa de Tecnologia e Soluções Livres

### Comunidades
- ABEP
- Comunidade LibrerOffice Brasil
- COLIVRE – Cooperativa de Tecnologias Livres
- ODF Alliance América Latina
- Open Source Initiative
- PSL Brasil
- PSL-PR – Software Livre Paraná
- W3C Brasil

A escolha pelo Open Document Format está apoiada em alguns fatores críticos. Este padrão permite independência de fornecedor, autonomia do usuário, transparência, já que, este padrão, não apresenta o código binário escondido e é livre de royalties.
- Protocolo Brasília ODF Publicado no DOU

## Países que adotaram ODF
- África do Sul
- Angola
- Alemanha
- Bélgica
- Brasil
- Croácia
- Dinamarca
- Equador
- França
- Holanda
- Japão
- Malásia
- Noruega
- Polônia
- Portugal - Lei n.o 36/2011, de 21 de junho. Resolução do Conselho de Ministros n.o 91/2012[5]
- Reino Unido
- Rússia
- Suécia
- Uruguai
- Venezuela

## Mídia sobre ODF
- Entrevista de Jomar Silva (ODF Alliance Brasil) e Deivi Kuhn (Serpro) com Sérgio Amadeu (Faculdade Cásper Líbero)
- Palestra de Jomar Silva (ODF Alliance Brasil) no Consegi 2009

## Softwarecompatível com a ISO/IEC 26300 ODF
- LibreOffice
- AbiWord
- Firefox ODFReader plugin,
- Gnumeric
- Google Docs, Processador de texto Web do Google]
- Google Spreadsheet, Planilha Web do Google]
- Office Suite Go-OO
- Haansoft Office
- Just Suite
- KOffice
- ODF Easy[ligação inativa], API de geração de documentos ODF para a plataforma Java
- ODF .NET, OpenDocument API para .NET Framework e .NET Compact Framework
- OfficeShots
- OOo Label Templates para fazer etiquetas com o OpenOffice, baseado em XML. Licença GNU GPL
- OpenOffice.org
- StarOffice
- Lotus Symphony[ligação inativa]
- Microsoft Office a partir na versão 2010
- TextMaker Viewer para ver documentos em OpenDocument, Microsoft Word, e seu formato próprio TextMaker.
- Viewer Visioo-Writer.
- WordPerfect Office